# Birmanischer Name
Die birmanische Sprache und Kultur kennt keine Familiennamen. Eine generationenweise Namensvererbung wie in westlichen Kulturen existiert nicht. Auch unüblich ist die Annahme eines gemeinsamen Namens nach der Hochzeit.
Der Name kennzeichnet das Individuum, nicht den Menschen als Teil der Familie. Wünscht ein Birmane seinen Namen zu ändern, so ist das ohne Probleme jederzeit möglich.
Neugeborene erhalten Namen in Abhängigkeit vom Wochentag, an dem sie geboren wurden, oder von astrologischen Aspekten. Der weitverbreitete Gebrauch von Astrologie oder Wahrsagerei, der seine Wurzel im hinduistischen Glauben hat, findet auch bei der Namensgebung seinen Niederschlag.
Oft enthält der Name ein Merkmal, das die Eltern ihrem Kind angedeihen lassen wollen.
So kann die Benennung des Sprösslings den Wunsch ausdrücken, dem Jungen möge ein langes Leben beschert sein (Maung Thet Shay) oder er werde ein reicher Mann (Maung Chan Tha).
Da die Namensbestandteile dadurch weitgehend geschlechtsunspezifisch sind, kann es sein, dass ein birmanischer Mann denselben Namen trägt wie eine birmanische Frau. Zur Kennzeichnung wird dann entweder das Geschlechterkennzeichen ‚männlich‘ bzw. ‚weiblich‘ hinzugefügt oder man verwendet die im nächsten Abschnitt beschriebenen Höflichkeitsformeln.

## Höflichkeitsformeln
Birmanische Namen enthalten meist eine Höflichkeitsformel. Sie hängt vom Verhältnis des Sprechenden zum Angesprochenen ab. So werden ältere Männer mit dem Titel U und ältere Frauen mit Daw [dɔː]  angesprochen. Damit drückt der Sprecher seinen Respekt gegenüber seinem Gegenüber aus. Jüngere Männer spricht man mit Ko, jüngere Frauen mit Ma an. Für Kinder gelten die Formeln Maung für Jungen und Ma für Mädchen. Diese Formeln verwenden Geschwister untereinander mitunter auch im Alter.